# Stichting soa-bestrijding
De Nederlandse Stichting tot Bestrijding der Geslachtsziekten was een Nederlandse stichting die in 1973 werd opgericht.

## Naam
De statutaire naam van de vereniging werd door de tijd heen enkele malen gewijzigd. Ook de naam Soa-stichting werd gebruikt, maar deze was niet statutair vastgelegd. De vereniging droeg tussen 1973 en 2003 de volgende statutaire namen:
- vanaf 1973: Nederlandse Stichting tot Bestrijding der Geslachtsziekten;
- vanaf 1985: Nederlandse Stichting tot Bestrijding van Sexueel Overdraagbare Aandoeningen;
- vanaf 1996: Nederlandse Stichting tot Bestrijding van Seksueel Overdraagbare Aandoeningen,  Stichting soa-bestrijding.

## Rechtspersoon
Op 18 januari 1973 besloot de ledenvergadering van de Nederlandse Vereniging voor Zedelijke Volksgezondheid (Nederlandsche Vereeniging tot bestrijding der geslachtsziekten) tot de oprichting van de Nederlandse Stichting tot Bestrijding der Geslachtsziekten, gevestigd te Utrecht. Met een volmacht van de voorzitter van het bestuur van deze vereniging, dr. D.J.H. Vermeer, gaf op 15 maart 1973 drs. W.N. Bax, econoom bij de Algemene Nederlandse Vereniging “Het Groene Kruis” te Utrecht, uitvoering aan dit besluit. De vereniging stelde een bedrag van 6.500 gulden aan de nieuwe stichting beschikbaar.
Op 27 oktober 1984 besloot het bestuur tot de statutenwijziging, en met het verlijden van de akte op 13 februari 1985 werd de naam gewijzigd in Nederlandse Stichting tot Bestrijding van Sexueel Overdraagbare Aandoeningen. Op 15 augustus 1996 werd de spelling van de naam gemoderniseerd en een verkorte naam toegevoegd: Stichting tot bestrijding van seksueel overdraagbare aandoeningen, Stichting soa-bestrijding. Het maximumaantal bestuursleden werd teruggebracht van 21 tot 20. De statutenwijziging van 3 oktober 2000 betekende een einde van een bestuur vanuit alle aangesloten instellingen en het maximumaantal bestuursleden werd vijf.
Per 1 januari 2004 eindigde het bestaan van de stichting door een fusie met het Aids Fonds.

## Bestuur en directie
Het bureau van de Nederlandse Stichting tot Bestrijding der Geslachtsziekten werd in Utrecht ten kantore van de Nationale Kruisvereniging gevestigd. Later kreeg het een eigen behuizing te Utrecht.
Het bestuur van de stichting bestond uit vertegenwoordigers van verschillende maatschappelijke organisaties die bij de geslachtsziektebestrijding waren betrokken (‘aangesloten instellingen’). Het bestuur van stichting bestond uit ten minste 3 en ten hoogste 21 leden. De bestuursleden 1973-2000 waren afkomstig van:
- ACBGV - Algemeen Centraal Bureau voor de Geestelijke Volksgezondheid
- ANVSG - Algemene Nederlandse Vereniging voor Sociale Gezondheidszorg (tot 1986)
- GVO - Nederlandse Vereniging voor Gezondheidsvoorlichting
- LHV – Landelijke Huisartsen Vereniging
- NHG - Nederlands Huisartsen Genootschap
- NK - Nationale Kruisvereniging (v/h Samenwerkende Landelijke Kruisverenigingen)
- NVJ – Nederlandse Vereniging voor Jeugdgezondheidszorg
- KNMG - Koninklijke Nederlandse Maatschappij tot Bevordering der Geneeskunst
- NVDV- Nederlandse Vereniging voor Dermatologie en Venerologie
- NVSSOA - Nederlandse Vereniging voor Studie van Sexueel Overdraagbare Aandoeningen
- LVGGD - Landelijke Vereniging van Directeuren van Gemeentelijke Geneeskundige en/of Gezondheidsdiensten (thans GGD Nederland)
- LVSV - Landelijke Vereniging van Sociaal Verpleegkundigen (thans: Verpleegkundigen en Verzorgenden Nederland)
- Soa-poli – Contactraad voor de geslachtsziektenbestrijding

Dr. D.J.H. Vermeer (KNMG) werd de eerste voorzitter van de stichting, P.G. Bakker, arts-dermatoloog, penningmeester (NVDV) en dr. J. Huisman, lid (Vereniging van GG&GD-directeuren). In 1979 werd de voorzittershamer overgenomen door F.A. van Spanje, voorzitter (KNMG), en werd J. Huisman, secretaris. Het bestuur werd in de eerste jaren (1973-  ) ondersteund door een ambtelijk secretaris; dhr. W.N. Bax, werkzaam bij de Nationale Kruisvereniging.
Met de toename van de taken en werkzaamheden onder de druk van aidsepidemie kreeg de stichting van begin jaren 80 van de vorige eeuw de beschikking over een professionele staf onder leiding van een directeur. Pas bij de statutenwijziging van 2000 werd overgegaan tot een kleiner bestuur met bestuursleden op persoonlijke titel, die zonder last of ruggespraak konden besturen.

## Doelstellingen
De doelstellingen van de stichting waren:
- het samenbrengen van deskundigen;
- het stimuleren van de belangstelling voor de bestrijding van geslachtsziekten bij alle betrokken groepen;
- het verstrekken van adviezen aan personen en organisaties actief op dit gebied;
- het voeren van contactgesprekken met groepen betrokken bij de bestrijding van geslachtsziekten;
- het bevorderen van scholing en bijscholing.

De statutaire doelstellingen van de stichting werden in 1985 in aansluiting op de zich onder de druk van de aidsepidemie sterk ontwikkelende praktijk uitgebreid met:
- het stimuleren van onderzoek;
- samenwerking met buitenlandse organisaties;
- ondersteuning van mensen met hiv en soa;
- voorlichting- en informatievoorziening;
- het ijveren voor een maatschappelijk en politiek gunstig klimaat voor de activiteiten van de stichting;
- het verzorgen / stimuleren van bijscholing van huisartsen en verplegend personeel met betrekking tot hiv en aids.

## Werkzaamheden
Nationaal en internationaal keerden geslachtsziekten in de jaren zeventig weer terug op de maatschappelijke agenda. De start van de stichting houdt dan ook nauw verband met het in 1970 opgestelde plan van staatssecretaris Kruisinga om te komen tot regionale diensten tot bestrijding van geslachtsziekten per provincie, waarover hij op verzoek van de heer Van der Lek nadere informatie verschafte. In het plan was in een zevental taken voorzien voor de Nederlandse Vereniging tot bestrijding van geslachtziekten. Deze leidde echter een slapend bestaan, maar werd wakker geschud en zou in 1973 het initiatief nemen tot oprichting van de Nederlandse Stichting tot Bestrijding der Geslachtsziekten.
In de eerste jaren van haar bestaan moest de stichting werken met beperkte middelen, maar daarna zou daarin grote verandering komen.
In juni 1974 aanvaardden 17 lidstaten van de Raad voor Europa een resolutie over The control of sexually transmitted diseases (STD), waarin wordt geconcludeerd dat venerische en andere seksueel overdraagbare aandoeningen zijn uitgegroeid tot een ernstig en kostbaar gezondheidsvraagstuk. De Raad schreef dit toe aan demografische ontwikkelingen, veranderde gedragspatronen, verwaarloosde seksuele opvoeding, het symptoomloze verloop van deze ziekten en een bedrieglijk gevoel van zekerheid ten gevolge van moderne geneesmiddelen en nieuwe contraceptieve methoden. Van de lidstaten wordt verwacht dat ze eens in de vijf jaar de Secretaris-Generaal over de genomen maatregelen voor de uitvoering van deze resolutie rapporteren. In 1976 werd de aangifteplicht voor syfilis en gonorroe ingevoerd.
Eind 1981 waren de eerste gevallen van aids in Nederland en onder druk van de aids-epidemie nam het belang van de soa-bestrijding sterk toe. De taken van de stichting werden uitgebreid en verzwaard. In de geest van de jaren tachtig werd de term ‘geslachtsziekten’ vervangen door de thans gangbare uitdrukking ‘seksueel overdraagbare aandoeningen.’
Voor het gezamenlijk uitvoeren van projecten en het afstemmen van activiteiten op het terrein van aids- en soa-bestrijding werkte de stichting samen met een aantal andere organisaties, zoals het Aids Fonds, het voormalige Nationaal Instituut voor Gezondheidsbevordering en Ziektepreventie (NIGZ, tot 2012), het Nederlands Instituut voor Sociaal Seksuologisch Onderzoek (NISSO) en de Rutgers Stichting. Met de doelgroepen jongeren en migranten werd overlegd in respectievelijk de Stuurgroep Jongeren aids, Soa en Seksualiteit, en het Overleg Migranten en Aids.
De stichting besteedde vanaf 1987 veel energie aan informatievoorziening via de massamediale Vrij Veilig Campagnes en via voorlichtingsactiviteiten gericht op onderwijs, prostitutie en ‘loverboys’ (jonge pooiers). Tussen 1980 en 2003 verscheen tweemaandelijks het SOA-Bulletin. Na de fusie van 2004 werd dit samengevoegd met het periodiek AIDS Bestrijding van het Aids Fonds tot SOA AIDS Magazine. Folders, ook in andere (Europese) talen, en promotiemateriaal zoals bierviltjes met de tekst ‘Ik vrij veilig’, doosjes condooms, kaarten enzovoorts brachten de boodschap helder onder het licht.
Rond 1980 werden de taken in de geslachtsziektebestrijding overgeheveld naar de Gemeentelijke Gezondheids Diensten en de Districts Gezondheids Diensten.

## Stichtingsarchief
Het archief van de 'Stichting soa-bestrijding' (1973-2003) (ook: de 'Stichting tot bestrijding van seksueel overdraagbare aandoeningen'; tot 1996 de 'Stichting tot bestrijding van sexueel overdraagbare aandoeningen'; tot 1985: 'Stichting tot Bestrijding van Geslachtsziekten' is onderdeel van het archief van de 'Stichting Aids Fonds – STOP AIDS NOW! - Soa Aids Nederland' (2004-heden)  en bevindt zich in het Nationaal Archief in Den Haag (2.19.225).